# یو دونگ-جو
یو دونگ-جو (کره‌ای: 유동주؛ زادهٔ ۱۹ اوت ۱۹۹۳) وزنه‌بردار اهل کره جنوبی است.
وی در مسابقات کشوری و بین‌المللی در مجموع برندهٔ ۲ مدال طلا شده‌است.